# Pontus Wikström
David Pontus Wikström, ursprungligen Vikström, född 16 juli 1962 i Överluleå i Norrbotten, är en svensk regissör, skådespelare och manusförfattare.
Wikström skrev och regisserade TV-serien Svenska slut som sändes i Sveriges Television 2002. Därutöver har han haft mindre roller i filmerna Lusten till ett liv (1999) och 6 Points (2004). Han har även en roll i TV-serien Midnattssol som hade premiär 2016.

## Filmografi
Regi
- 2002 – Svenska slut (TV-serie)

Roller
- 1999 – Lusten till ett liv
- 2004 – 6 Points